# ستيفن جونسون (كاتب)
ستيفن جونسون (بالإنجليزية: Steven Johnson)‏ هو صحفي وكاتب أمريكي، ولد في 6 يونيو 1968 في واشنطن العاصمة في الولايات المتحدة.

## وصلات خارجية
- الموقع الرسمي
- ستيفن جونسون على موقع IMDb (الإنجليزية)
- ستيفن جونسون على موقع قاعدة بيانات الفيلم (الإنجليزية)